# Озёрнинское сельское поселение (Тюменская область)
Озёрнинское се́льское поселе́ние — муниципальное образование в Викуловском районе Тюменской области Российской Федерации.
Административный центр — село Озерное.

## История
Статус и границы сельского поселения установлены Законом Тюменской области от 5 ноября 2004 года № 263 «Об установлении границ муниципальных образований Тюменской области и наделении их статусом муниципального района, городского округа и сельского поселения».

## Население
| 2010 | 2011 | 2012 | 2013 | 2014 | 2015 | 2016 |
| ---- | ---- | ---- | ---- | ---- | ---- | ---- |
| 856  | ↘855 | ↘818 | ↘802 | ↘770 | ↘741 | ↘732 |
| 2017 | 2018 | 2019 | 2020 | 2021 |      |      |
| ↘721 | ↘700 | ↘681 | ↘662 | ↗720 |      |      |

## Состав сельского поселения
| № | Населённый пункт | Тип населённого пункта       | Население |
| - | ---------------- | ---------------------------- | --------- |
| 1 | Ачимово          | село                         | 134       |
| 2 | Катай            | деревня                      | 14        |
| 3 | Озерное          | село, административный центр | 708       |